# Colleen Pickett
Colleen Pickett Lost – Eltűntek című televíziós sorozat egyik szereplője.
Először Az üvegbalerina című epizódban jelenik meg. 
Miután elmondja Bennek, hogy van egy vitorlásuk, Ben azt indítványozza, hogy szerezzék meg. Colleen felmegy a hajóra és találkozik Sunnal, aki lelövi. 
Az Mindenki magáért felel című epizódban Tomék beviszik Collent a Hidra állomás műtőközpontjába, ahol Jack és Juliet elkezdik gyógyítani, de Colleen meghalt. 